# Житов-Бороздин, Пётр Иванович
Пётр Иванович Житов-Бороздин (? — 1516) — тверской боярин перешедший на службу в Москву и служивший в княжение Василия III Ивановича, воевода и окольничий, сын московского боярина И. Н. Бороздина-Жито.

## Биография
Пётр Иванович — старицкий землевладелец (1461—1476). Воевода левой руки в походе к Дорогобужу (1500), в том же чине и году ходил к Рославлю. Воевода правой руки вместе с князем И. А. Дорогобужским в походе на «немцы» (1501—1502). Ходил на Литву во главе полка правой руки (декабрь 1502), 2-й воевода левой руки в судовой рати в походе на Казань (1505). В походах Василия III к Новгороду и Юрьеву назван тверским бояриным (1509). Ходил со сторожевым полком 3-м воеводой к Дорогобужу против литовцев и поляков (1509). Ходил с великим князем к Великому Новгороду и Пскову (1510), в этом же году упомянут окольничим. Послан 2-м воеводой со сторожевым полком на реку Угру против крымского царевича Ахмат-Гирея (1512). Во время литовского похода великого князя прибыл к нему из Москвы в Можайск, откуда со сторожевым полком 3-м воеводой направлен к Смоленску. Во время великокняжеского похода к Полоцку, был оставлен в Москве охранять великокняжескую семью и казну (август 1513). Во время Смоленского похода (1513) оставлен в Москве по старости.